# Jump Square
Jump Square (Tiếng Nhật:ジャンプスクエア Hepburn: Janpu Sukuea, theo cách viết là Jump SQ nhưng theo cách đọc lại là "Jump Square") là một loại tạp chí manga shōnen được phát hành định kì theo tháng tại Nhật. Được xuất bản bởi Shueisha, tạp chí này được công bố vào ngày 2 tháng 11 năm 2007 như một sự thay thế cho Monthly Shōnen Jump, cũng là một tạp chí tuyển tập manga mà Shueisha đã cho tạm ngưng vào tháng Sáu cùng năm. Tạp chí này là một phần của dòng tạp chí Jump. Các tựa manga được đăng trên tạp chí cũng được xuất bản theo tập dưới dạng đơn hành bản cùng nhãn hiệu Jump Comics. Loạt manga trong tạp chí thường nhắm đến đối tượng độc giả là nam giới và có nội dung lấy xu hướng là cốt truyện kỳ ảo với lượng lớn các cảnh hành động. Cũng như hàng loạt tạp chí manga shõnen khác, Jump Square được hướng đến độ tuổi từ 16-21 tuổi. Tổng biên tập viên hiện tại (2015) là Kôsuke Yahagi.